# Iliana
Iliana is een geslacht van vlinders van de familie dikkopjes (Hesperiidae), uit de onderfamilie Pyrginae.

## Soorten
- I. heros (Mabille & Boullet, 1916)
- I. purpurascens (Mabille & Boullet, 1912)
- I. remus Bell, 1937
- I. romulus Bell, 1937